# Gorbeia
Gorbeia és el cim més alt del massís muntanyenc del Gorbeoa, situat a les Muntanyes Basques, a cavall entre les províncies d'Àlaba i Biscaia, al País Basc. Té una altura de 1.482 metres i el cim està coronat des de 1899 per una creu metàl·lica, de la qual hi ha hagut diferents versions. L'actual és de 17,23 metres d'altura. És un tradicional punt de referència del muntanyisme basc i cor del Parc Natural del Gorbeia.

## Descripció[calcitació]
El cim del Gorbea s'alça amb els seus 1.482 metres entre els pics que l'envolten i formen part del seu sistema muntanyenc. Entre els barrancs de calcària i amb les penyes de la serra d'Amboto de fons, un gran pujol verd amb una pronunciada pendent conforma el cim d'aquesta emblemàtica muntanya. És un dels cinc Montes Bocineros de Biscaia, des d'on es convocaven a Juntes generals mitjançant fogueres i el toc de banyes.
Enclavat a la frontera d'Àlaba amb Biscaia, en els municipis de Zuia (Àlaba) i Zeanuri (Biscaia) i accessible per tots els seus vessants, està envoltat d'un esplèndid paratge natural que ha servit de sustentació per a les labors més arrelades de les formes de vida rurals, el pasturatge, la producció de carbó i l'agricultura de muntanya. Les seves fagedes i rouredes guarden construccions prehistòriques que ens recorden que aquestes terres van ser habitades per l'home des del principi dels temps. Aquests paratges, conservats en l'aïllament de la civilització, són els que han donat origen al Parc Natural del Gorbeia que es complementen amb el proper Parc Natural d'Urkiola i mantenen entre tots dos una rica diversitat de vida animal i vegetal.
La poca dificultat de l'ascens l'ha fet molt popular entre els muntanyencs bascos que acudeixen al cim per tots els vessants. La creu, que es veu des de gairebé tots els racons de la zona, s'ha convertit en un símbol de referència. És tradicional la pujada al Gorbea l'últim i primer dia de cada any, en que s'ajunten en l'ascensió centenars de persones que brinden amb xampany, cava o sidra en la creu.
Al costat de la creu i la verge de Begoña, que mira a Biscaia, hi ha una bústia on es poden deixar les targetes dels concursos de muntanya. La bústia va ser instal·lada en 1926 per l'Athletic Club de Bilbao.
El 14 de juny de 1931 s'hi va posar una taula d'orientació amb forma de prisma cilíndric de 0,80 m de diàmetre i 1,18 m d'altura, on s'assenyalen 106 muntanyes (recull muntanyes fins al Pirineu central), projecte realitzat per Lucio Lascaray el 1929. La va col·locar el club de muntanya de Vitòria. El dibuix de la placa correspon a Ángel Aguirre i aquesta es va realitzar als tallers de Puèi Domat a Occitània.

## La creu[calcitació]

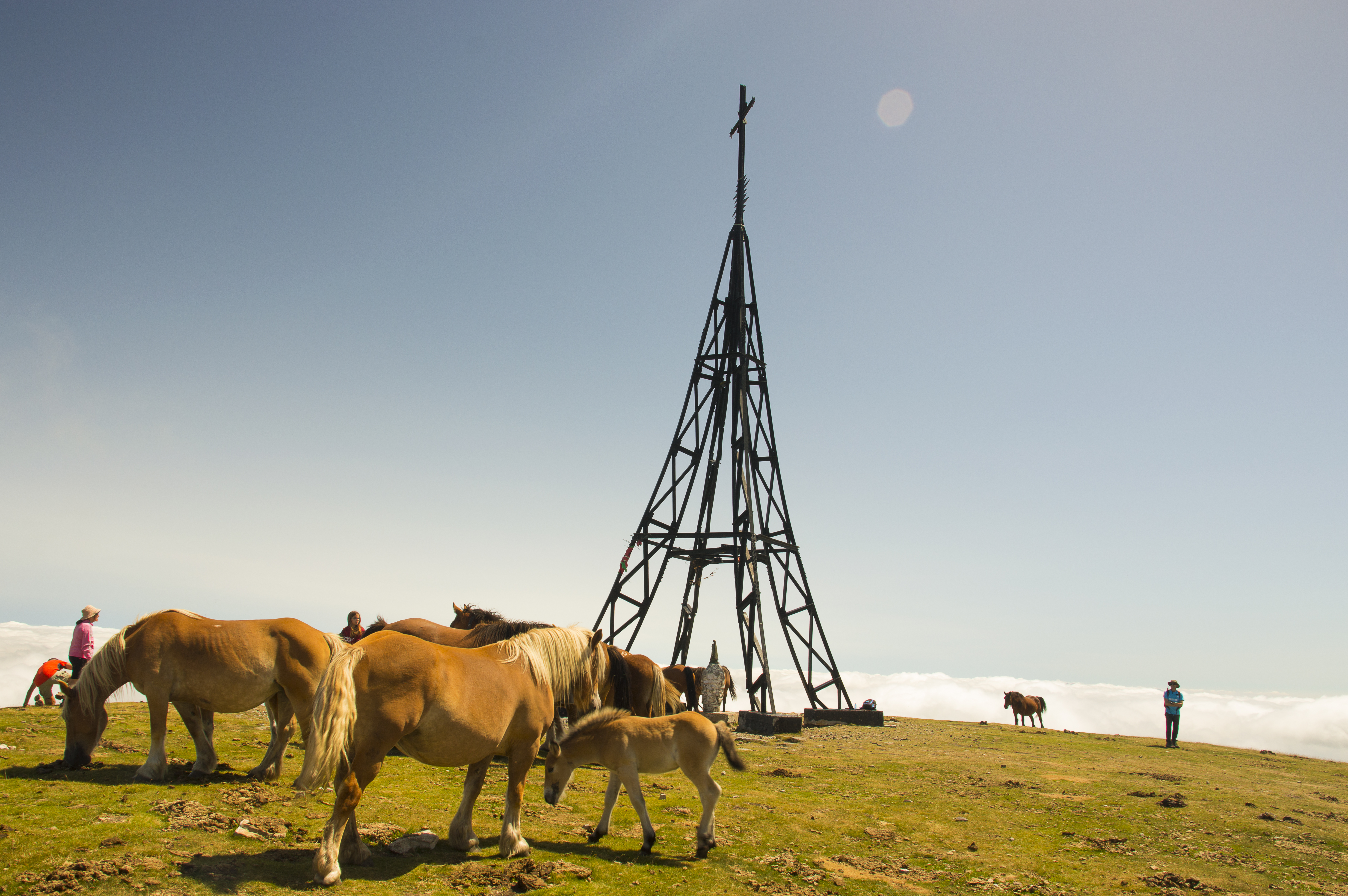
Creu del Gorbeia.

El 1899 el papa Lleó XIII va fer una crida a aixecar creus en tots la cims de les muntanyes més altes de la cristiandat per posar la seva petjada arreu a l'entrada al nou segle xx. La crida va ser obeïda fidelment pels catòlics bascs.
Lleó XIII va manar que es constituïssin comissions per impulsar i organitzar aquests projectes. La comissió basca, organitzada pel rector de Zeanuri, Juan Bartolomé de Alcibar, i presidida per l'arxipreste de Zigoitia, José María de Urratxa, acorda aixecar una grossa creu a la muntanya més alta, el Gorbeia, a la lloma de Gorbeiagana. Es va encarregar el projecte a l'arquitecte Casto de Zavala i Ellakuriaga que va fer quatre projectes.

### La primera creu
S'acorda aixecar una creu de 33,33 m d'altura i amb una envergadura de 14,5 m, l'aspa horitzontal era a 27 m d'altura, i es vol inaugurar el 1900 però les obres es van retardar. El 16 de juny de 1901 es comença a excavar els fonaments de la creu.

El pressupost era de 50.000 pessetes que es recapten en subscripció popular. En el butlletí de la Diòcesi de Vitòria de 1901 s'escriu el següent; 
| « | […] Per a realitzar-ho, la Comissió que subscriu, explicant, per descomptat amb aquesta arrencada viril i sempre generós dels bascos, que no en va porten com infiltrat en el seu esperit i en la seva sang el crit «Aurrerá», és a dir, sempre avant i amb ànim resolt para tot el bé i grandiós, acudeix als fills de Biscaia i Àlaba i els convida a contribuir amb el seu òbol per a l'erecció d'una creu colossal de ferro, l'estudi del qual està ja fet i que ha de ser de més o menys de 33 metres o menys, segons la importància del que es recapti | » |

 El 12 de novembre de 1901 s'inaugura el monument, els pastors de les campes del Gorbeia que van acudir a la inauguració van predir que no aguantaria dreta gaire temps, i així va ser, el dia 12 del mes següent es va enfonsar.
Aquesta creu es va construir a Lutxana als tallers de Serapio Goikoetxea (aleshores alcalde de Barakaldo). Dels tallers, que eren davant de l'estació del ferrocarril, es portava amb tren fins a Izarra i d'allí en carretes, els veïns de Zarate la portaven al cim en un viatge que durava 14 hores.

### La segona creu
No es deixa passar molt temps per rellançar les obres. Es torna una altra vegada a construir una creu tan grossa com la primera (al primer any va atènyer els 25 m). I s'inaugura la nova creu 22 mesos després. L'1 d'octubre de 1903 beneeixen la nova obra amb aigües del riu Jordà. El 12 de febrer de 1906 un vendaval destrossa la segona creu.
El rector de Zeanuri comentava la totalitat del projecte, que era més pretensiós que aixecar la creu en el butlletí del Bisbat de Vitòria;
| « | Per completar el projecte falten encara certs detalls que consisteixen en una petita capella en l'espai de deu metres que hi ha de columna a columna, entre les quatre dobles que serveixen de base, el pany de la qual farien quatre grans planxes de ferro amb inscripcions en diversos llengües, i es posarà a l'interior una imatge del Sagrat Cor de Jesús. Per ventura aparegui alguna ànima generosa que amb esperit de pietat, doni recursos per a aquests detalls, és indubtable que fomentarà la devoció a la monumental Creu de Gorbeoa | » |

### La tercera creu, l'actual

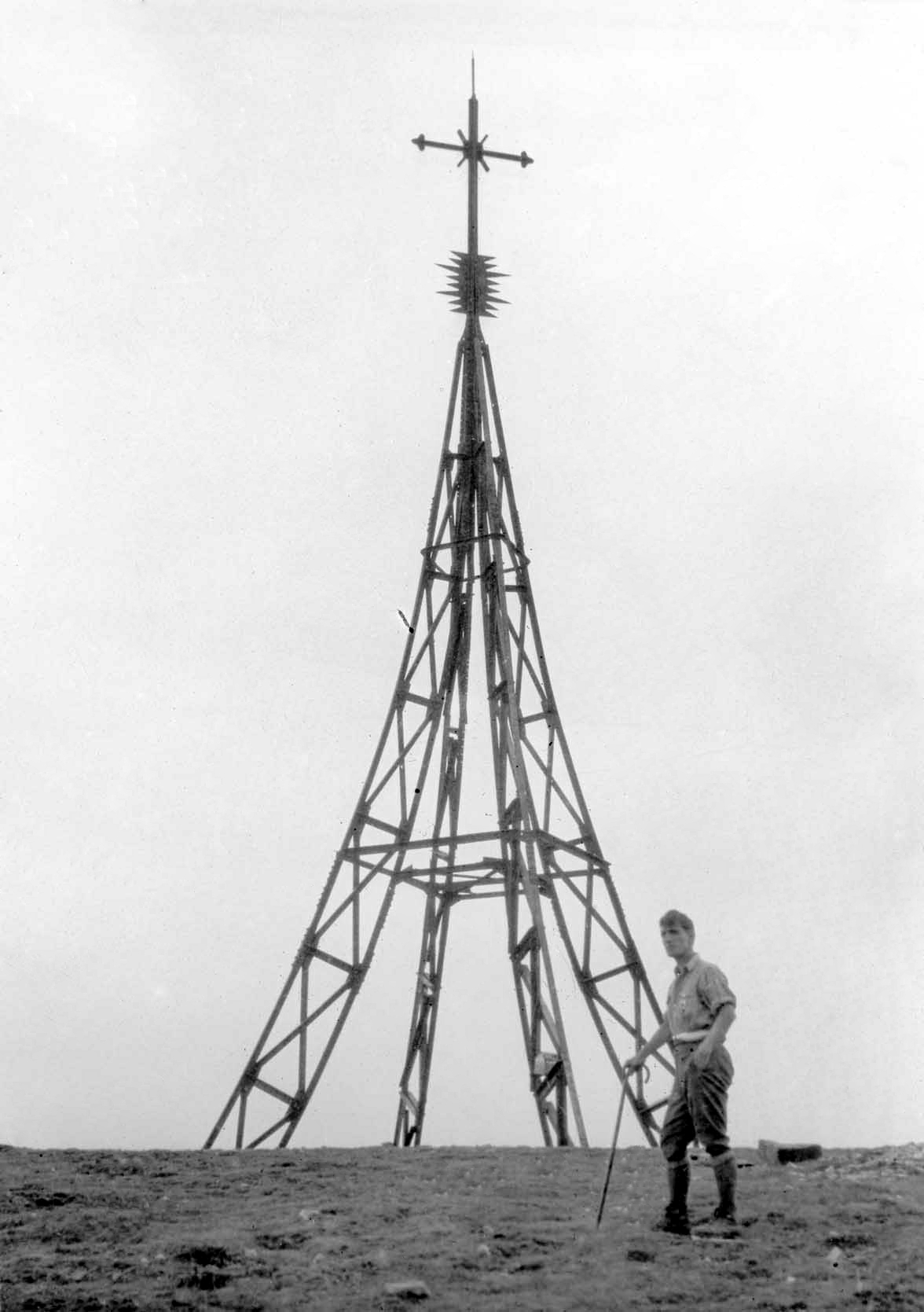
La creu del Gorbeia a principis del.

El 1907 comencen les obres de la tercera creu amb un nou projecte molt més humil. Una altura de 17,23 m i una estructura que recorda a la torre Eiffel. L'estructura metàl·lica de base quadrada de cinc metres de costat aquesta ancorada en sabates de formigó. Els peus nord i est són en sòl biscaí mentre que els peus sud i oest en sòl alabès. Amb perfils en T i separats a la base a 1 metre de distància es van aproximant fins a unir-se en un vèrtex comú en el centre. Entre els perfils en T es teixeix una gelosia de diagonals creuades i muntants de perfil angular que estan unides per cargols. Del punt d'unió surt una creu llatina orientada d'est a oest. A la base s'hi representa una flama, com la llum que il·lumina el món, i el centre l'anagrama de Crist. Tenia també un parallamps els primers anys.
Es va construir als tallers de Serapio de Goikoetxea y Palacio i no hi ha dades del projecte ni inauguració. Les primeres notícies daten de 1912.
El 23 de juny de 1963 es complementa el conjunt religiós amb la imatge de la Verge de Begoña (caldria reposar-la en bronze el 1967) que instal·la el Grup Alpí Baskonia.

## Rutes d'ascens
Hi ha molts itineraris accessibles al cim des de tots els vessants.
Des de Pagomakurre
El més utilitzat pels biscaïns és molt còmode i agradable. Deixant el cotxe a Pagomakurre (883 m) es pren una àmplia pista que porta a les campas d'Arraba a les quals entrem pel pas Arrabakoate (1.073 m). Es creuen aquestes campes i es passa al costat del refugi d'Elorria. Seguim adreça sud-oest passant sota la penya de *Gatzarrieta i passant a la conca d'Egiriñao per l'ampli pas d'Aldape arribant a l'ermita de la Verge de les Neus i al seu refugi veí. Pugem entre algunes pedres fins al serral d'Aldaminoste (1.321 m) on a l'esquerra ens queda, molt a prop el cim de l'Aldamin (1.378 m) i a la dreta s'alça la lloma del Gorbeia amb la creu al capdamunt. Es puja el pendent vessant i s'arriba al cim.
Des de Zarate
Aquest és l'itinerari que es va seguir per pujar els abastiments de la creu. Des de Zarate (730 m) se segueix una pista que deixa a l'esquerra La Plana (866 m) fins a arribar als serrals de Lezaldai (845 m) i Errentigaran (834 m). Se segueix deixant a la dreta el promontori d'Alpartizahar (956 m) arribant a Iturrikiano Mugarria (943 m). Salvem Araza arribant a Akutuko arratea (1.108 m). Entre fajos passem prop del refugi de Pagazuri. Seguim el camí entre les llomes de Pagazuri i Arroriano i ens trobem amb la lloma en la qual s'alça la creu que conquistem per l'esquerra.
Pels embassaments
Des dels embassaments de Murua (683 m) seguint el curs del riu Zubialde per la carretera fins a les pedreres convertides en zona d'esbarjo. Des d'aquí hi ha dues alternatives;
- Per la senda Murua, pujant cap a la lloma de Gonga fins a aconseguir la zona anomenada Sekelekularreko landa on ens unim amb el camí que ve des del poble de Murua. Més tard se'ns unirà la senda Zarate per l'esquerra i pujarem una forta rampa fins a una fageda. Després continuarem entre les muntanyes Pagazuri i Arroriano albirant al lluny la creu de Gorbeia. Seguint el camí ens trobarem un senyal que ens indicarà la senda Egillolarra però nosaltres continuarem ascendint girant lleugerament cap a l'esquerra (Oest).
- Per la senda Eguillolarra: comença en la barraca de fusta situada metres abans de les pedreres. S'ascendeix per sota del cordal deixant a la dreta les coves de Mairuelegorreta aconseguint les barraques d'Eguillolarra (1.205 m) en la vessant Est d'Arroriano (1.343 m). Se segueix fins al serral que formen les llomes del Gorbeia i Arroriano. Es puja la lloma del Gorbeia fins a la creu (6km).

Des de Barazar
Des del port de Barazar en la N-240 (605 m), pel camí que porta a Saldropo arribem al refugi d'Arteane (624 m). Torcem a la dreta gens més passar el refugi i en una bifurcació, després de caminar una estona, seguim per l'esquerra fins a la paret rocosa d'Atxuri (936 m). Pel paratge d'Atxuripe arribem al pas d'Atxuri (917 m) i per una sendera arribem a Agiñalde (903 m). Deixem a la dreta les barraques de Zenigorta i Larragoien (1.003 m) ens dirigim al pas de Dulau (1.136 m), passem al següent barranc on seguint el fort pendent de la senda de Dulau arribem al serral d'Aldamiñoste i d'allí al cim.
Des d'Ubide
Remuntant el barranc de Zubizola fins a Agiñalde (903 m). Se segueix fins al serral de Dulau (1.136 m) i d'allí al d'Aldamiñoste (1.321 m) i a la creu.
Des de Sarria
Es parteix des del Centre d'Interpretació del Parc Natural del Gorbeia i es continua per l'anomenada senda Baias franquejant el riu Baias en diverses ocasions amb l'ajuda de sengles ponts fins a arribar a la pujada final cap a la creu (11km).
Temps d'accessos
- Pagomakurre (1h 45m)
- Sarria (2h 45m por Baias)
- Zarate (1h 45m)
- Murua (1h 45m)
- Altube (4h)
- Baranbio (4h 30m)
- Ubide (2h 45m)